# Isabelle Delobel
Pour les articles homonymes, voir Delobel.
Isabelle Delobel (née le 17 juin 1978 à Clermont-Ferrand, en Auvergne) est une patineuse artistique française de danse sur glace. Avec son partenaire Olivier Schoenfelder, ils sont devenus sextuples champions de France de danse sur glace de 2003 à 2008 et champions d'Europe en 2007. Le 21 mars 2008, ils ont obtenu le titre de champions du monde à Göteborg en Suède.

## Biographie
Isabelle Delobel a une sœur jumelle nommée Véronique.
Avec son mari Ludovic Roux (mariage en juin 2009) ils ont deux garçons (le premier né le 1er octobre 2009), ils habitent aux Contamines-Montjoie.

### Carrière sportive
Elle commence à patiner à l'âge de 6 ans à Clermont-Ferrand avec Catherine Papadakis. Puis elle rejoint Lyon. Elle concourt en danse sur glace avec Olivier Schoenfelder. Ilsy sont entrainés par Muriel Boucher-Zazoui et Romain Haguenauer sur la patinoire de Lyon. Médaillés de bronze aux championnats d'Europe en 2005, ils ont participé trois fois aux Jeux olympiques.
En 2006 à Turin, ils terminent quatrièmes du classement général malgré leur deuxième place dans le programme libre sur le thème du Carnaval de Venise.. Très déçus, ils participent pourtant, le mois suivant, aux championnats du monde à Calgary où ils n'obtiennent que la cinquième place.
Pour la saison 2006-2007, où ils terminent une nouvelle fois premiers des championnats de France, leur thème de programme libre est Bonnie and Clyde. Ce thème leur va très bien, et ils comptent dessus pour établir une belle performance aux Championnats d'Europe puis aux Mondiaux. Ils commencent la saison en terminant deuxième du trophée Bompard, devancés une nouvelle fois par les Bulgares Denkova/Staviski, puis troisième de la coupe de Russie. Puis viennent les championnats d'Europe qu'ils remportent enfin en gardant la tête tout au long de la compétition malgré leur deuxième place lors du programme libre. Lors des mondiaux qui suivent, ils terminent à la 4e place.
Ils sont devenus champions du monde de danse sur glace à Göteborg le 21 mars 2008 avec le programme « La leçon de piano ».
Ils sont durant la saison 2009 leader du classement mondial en devançant tous leur adversaires.
Isabelle Delobel, après avoir eu un garçon le 1er octobre 2009 a précisé qu'elle participerait quand même aux JO d'hiver à Vancouver en 2010 avec son partenaire sur glace, Olivier Schoenfelder.

## Palmarès
Avec Olivier Schoenfelder
| Compétition                         | 1995    | 1996    | 1997    | 1998    | 1999    | 2000    | 2001    | 2002    | 2003    | 2004    | 2005    | 2006    | 2007    | 2008    | 2009    | 2010    |
| Jeux olympiques d'hiver             |         |         |         |         |         |         |         | 16e     |         |         |         | 4e      |         |         |         | 6e      |
| Championnats du monde               |         |         |         | 18e     | 14e     | 11e     | 13e     | 12e     | 9e      | 6e      | 4e      | 5e      | 4e      | 1re     | F       |         |
| Championnats d'Europe               |         |         |         | 15e     | 12e     | 9e      | 10e     | F       | 7e      | 4e      | 3e      | 4e      | 1re     | 2e      | F       | F       |
| Championnats de France              |         |         | 4e      | 4e      | 3e      | 2e      | 2e      | A       | 1re     | 1re     | 1re     | 1re     | 1re     | 1re     | F       | F       |
| Championnats du monde juniors       | 4e      | 2e      |         |         |         |         |         |         |         |         |         |         |         |         |         |         |
|                                     |         |         |         |         |         |         |         |         |         |         |         |         |         |         |         |         |
| Grand Prix ISU                      | 1994/95 | 1995/96 | 1996/97 | 1997/98 | 1998/99 | 1999/00 | 2000/01 | 2001/02 | 2002/03 | 2003/04 | 2004/05 | 2005/06 | 2006/07 | 2007/08 | 2008/09 | 2009/10 |
| Finale du Grand Prix                |         |         |         |         |         |         |         |         |         | 5e      | 6e      | 6e      | 4e      | 3e      | 1re     |         |
| Skate America                       |         |         |         |         |         |         |         |         |         | 3e      |         | 2e      |         |         | 1re     |         |
| Skate Canada                        |         |         |         |         | 7e      | 3e      |         | 3e      |         |         | 4e      |         |         |         |         |         |
| Coupe d'Allemagne                   |         |         |         |         |         |         | 5e      |         |         |         |         |         |         |         |         |         |
| Coupe de Chine                      |         |         |         |         |         |         |         |         |         | 3e      |         |         |         |         |         |         |
| Trophée de France                   |         |         | 7e      | 6e      | 7e      | 7e      | 5e      | 5e      | 2e      | 3e      | 3e      | 2e      | 2e      | 1re     | 1re     | F       |
| Coupe de Russie                     |         |         |         |         |         |         |         |         |         |         |         |         | 3e      |         |         |         |
| Trophée NHK                         |         |         |         | 8e      |         |         |         |         | 4e      |         | 3e      |         |         | 1re     |         |         |
| Légende : F = Forfait ; A = Abandon |         |         |         |         |         |         |         |         |         |         |         |         |         |         |         |         |